# Home (Hothouse Flowers)
Home è un album del gruppo musicale irlandese Hothouse Flowers, pubblicato dall'etichetta discografica London nel 1990.
L'album è disponibile su long playing, musicassetta e compact disc, formato che contiene due ulteriori tracce, ovvero Trying to Get Through e Dance to the Storm, prima della conclusiva Seoladh Na Ngamhna, breve brano facente parte della tradizione.
Dal disco vengono tratti cinque singoli tra il 1990 e l'anno seguente.

## Tracce

### Lato A
1. Hardstone City
2. Give It Up
3. Christchurch Bells
4. Sweet Marie
5. Giving It All Away
6. Shut Up and Listen

### Lato B
1. I Can See Clearly Now
2. Movies
3. Eyes Wide Open
4. Water
5. Home
6. Seoladh Na Ngamhna